# Dận Trinh
Doãn Đề (tiếng Mãn: ᠶᡡᠨ 
ᡨᡳ, Möllendorff: Yūn Ti, Abkai: Yvn Ti, chữ Hán: 允禵; 10 tháng 2 năm 1688 – 16 tháng 2 năm 1755), là Hoàng tử thứ 14 tính trong số những người con sống tới tuổi trưởng thành của Thanh Thánh Tổ Khang Hi Đế. Ông nổi tiếng với việc tranh đoạt ngôi vị Hoàng đế cùng với anh trai ruột là Ung Chính Đế, cuối những năm Khang Hi, thế lực của ông cực lớn, từng nhậm Đại Tướng quân Vương. Sau khi Ung Chính lên ngôi, ông bị đoạt lại binh quyền, lưu lại Đông lăng thủ lăng cho Khang Hi Đế.

## Thân thế
Doãn Đề nguyên danh là Dận Trinh (tiếng Mãn: ᡳᠨ 
ᠵᡝᠩ, Möllendorff: In Jeng, Abkai: In Jeng, chữ Hán: 胤禎), sinh vào giờ Dậu ngày 9 tháng 1 (âm lịch) năm Khang Hi thứ 27 (1688), sinh mẫu là Hiếu Cung Nhân Hoàng hậu, một phi tần của Khang Hi Đế. Ông là em ruột của Ung Chính Đế, Dận Tộ (胤祚), Hoàng thất nữ, Cố Luân Ôn Hiến Công chúa và Hoàng thập nhị nữ.

## Cuộc đời

### Niên thiếu
Từ nhỏ ông thông minh hơn người, tài năng xuất chúng, Dận Đường từng nói: "Dận Trinh thông minh tuyệt đính, tài đức song toàn, ngã huynh đệ giai bất như dã". Ông cũng rất được Khang Hi Đế sủng ái, tuổi trẻ nhiều lần theo Phụ hoàng đi tuần, trong sinh hoạt hằng ngày cũng rất được ưu ái.  Ví dụ như việc Hoàng tử được nhận một số vật phẩm đặc thù từ Nội vụ phủ, loại này thường là lấy một năm làm hạn định, hết một năm do Phụ hoàng quyết định có được tiếp tục hay không. Nếu thời gian tiếp tục được hưởng đặc quyền càng dài càng chứng tỏ Hoàng tử đó được sủng ái. Trong số các con trai của Khang Hi Đế, Dận Trinh không phải người duy nhất, nhưng lại là người được hưởng đặc quyền này dài nhất. Từ năm Khang Hi thứ 54 (1715) đến năm Khang Hi thứ 61 (1722), liên tục 7 năm, Khang Hi Đế thủy chung đặc phê Dận Trinh được lĩnh cung vật. Nếu không phải Khang Hi đột nhiên qua đời, đặc quyền này của Dận Trinh có lẽ còn tiếp tục kéo dài.
Ông từ nhỏ rất thân với Bát a ca Dận Tự. Năm Khang Hi thứ 47 (1708), tháng 9, lúc Khang Hi Đế giận giữ mắng Dận Tự ý đồ mưu hại Dận Nhưng, Dận Trinh cùng Dận Đường đã quỳ tấu: "Bát a ca vô thử tâm, thần đẳng nguyện bảo chi!". Khang Hi Đế cực kì phẫn nộ, muốn giết cả hai người, các Hoàng tử phải dập đầu cầu xin mới làm Khang Hi Đế nguôi giận, lệnh các Hoàng tử đuổi cả hai ra ngoài. Ông bị đánh 20 đại bản. Nhưng sau chuyện này, Khang Hi Đế cho rằng Dận Trinh có tình có nghĩa đối với huynh đệ, đối với tính tình thẳng thắn trước sau như một của ông càng thêm sủng ái. Năm Khang Hi thứ 48 (1709), Dận Trinh được phong Bối tử. Đến năm thứ 52 (1713), thì chính thức phân phủ.

### Tham gia việc quân sự
Năm thứ 57 (1718), sau thất bại của quân Thanh dọc theo Nộ Giang ở Tây Tạng trước tướng Chuẩn Cát Nhĩ là Đại Sách Lăng Đôn Đa Bố (大策凌敦多布), Khang Hi Đế bởi vì biết rõ Dận Trinh có tài quân sự đã phong ông là Phủ Viễn Đại tướng quân vương (抚远大将军王), chỉ huy 30.000 quân tiến vào Tây Tạng đánh Chuẩn Cát Nhĩ.
Khang Hi Đế cho phép Dận Trinh dùng quân Chính Hoàng kỳ, mọi nghi thức đều áng theo tước Vương. Thánh Tổ còn tự mình đến lễ đường hành lễ. Căn cứ theo ghi chép trong "Ung Chính hội điển", trong những năm Khang Hi, mỗi lần Hoàng Đế thân chinh đều đi lễ đường hành lễ tam quỳ cửu khấu, nhưng nếu mệnh chư vương đại thần làm Đại Tướng quân xuất chinh thì sẽ không đến lễ đường hành lễ.  Có thể nói là Dận Trinh được Khang Hi cho phép "thay mặt xuất chinh". Nhiều người tin rằng đó là động thái cho thấy Khang Hi Đế có ý muốn lập Dận Trinh làm người kế vị.
Dận Trinh được xưng hô "Đại tướng quân vương" cùng với việc ông đảm nhậm "Phủ Viễn Tướng quân" có liên quan, nhưng không phải "Phủ Viễn Tướng quân" nào cũng được xưng hô này. Dận Trinh không phải "Phủ Viễn Tướng quân" duy nhất của nhà Thanh, nhưng ông lại là người duy nhất được xưng "Đại tướng quân vương". "Đại tướng quân vương" không phải tước Vương. Suốt những năm Khang Hi, tước vị cao nhất của Dận Trinh là Bối tử, nhưng ông lại được hưởng đãi ngộ của tước Vương.
Trước khi Dận Trinh khởi hành, Khang Hi Đế đã vì ông tổ chức một nghi thức đưa tiễn long trọng:
| “ | 出征之王, 贝子, 公等以下俱戎服, 齐集太和殿前. 其不出征之王, 贝勒, 贝子, 公并二品以上大臣等俱蟒服, 齐集午门外. 大将军胤 禵 跪受敕印, 谢恩行礼毕, 随敕印出午门, 乘骑出天安门, 由德胜门前往. 诸王, 贝勒, 贝子, 公等并二品以上大臣俱送至列兵处. 大将军胤 禵 望阙叩首行礼, 肃队而行. . Xuất chinh chi Vương, Bối tử, Công đẳng dĩ hạ câu nhung phục, tề tập Thái Hòa điện tiền. Kỳ bất xuất chinh chi Vương, Bối lặc, Bối tử, Công tịnh Nhị phẩm dĩ thượng Đại thần đẳng câu mãng phục, tề tập ngọ môn ngoại. Đại Tướng quân Dận Trinh quỵ thụ sắc ấn, tạ ân hành lễ tất, tùy sắc ấn xuất Ngọ môn, thừa kỵ xuất Thiên An môn, do Đức Thắng môn tiền vãng. Chư Vương, Bối lặc, Bối tử, Công đẳng tịnh Nhị phẩm dĩ thượng Đại thần câu tống chí liệt binh xử. Đại tương quân Dận Trinh vọng khuyết khấu thủ hành lễ, túc đội nhi hành. | ” |

Thời điểm Dận Trinh xuất chinh, Khang Hi Đế từng nói với Vương công quý tộc Mông Cổ: 
| “ | "大将军王是我皇子, 确系良将, 带领大军, 深知有带兵才能, 故令掌生杀重任. 尔等或军务, 或巨细事项, 均应谨遵大将军王指示, 如能诚意奋勉, 既与我当面训示无异. 尔等惟应和睦, 身心如一, 奋勉力行. . "Đại tướng quân vương thị ngã Hoàng tử, xác hệ lương tướng, đái lĩnh đại quân, thâm tri hữu đái binh tài năng, cố lệnh chưởng sinh sát trọng nhâm. Nhĩ đẳng hoặc quân vụ, hoặc cự tế sự hạng, quân ứng cẩn tuân Đại tướng quân vương chỉ kỳ, như năng thành ý phấn miễn, ký dữ ngã đương diện huấn kỳ vô dị. Nhĩ đẳng duy ứng hòa mục, thân tâm như nhất, phấn miễn lực hành. | ” |

Sau khi ông tây chinh, Khang Hi Đế không chỉ thưởng 10 vạn lượng bạc, mà còn thường xuyên mang theo các con trai của ông theo bên người, cũng nhiều lần ban thưởng. Ông mặc dù chỉ là Bối tử, nhưng con trai của ông kết hôn đều theo quy cách Thân vương trưởng tử. Sự sủng ái của Khang Hi Đế đối với Dận Trinh trong những năm cuối đời này không có bất kì Hoàng tử nào có thể so sánh.
Năm thứ 58 (1719), ngày 16 tháng 4, trong tấu chương trình lên cho Khang Hi Đế, Dận Nhưng báo đã nhận được hỏa liêm hà bao, lọ thuốc hít cùng với Thiên Lý Nhãn kính mà Thánh Tổ thường đeo bên người, đồng thời vì Đích trưởng tử Hoằng Xuân cùng trưởng nữ Huyện chúa được Thánh Tổ ban thưởng mà tạ ơn. Ngày 4 tháng 5, Thánh Tổ ban thường 8 kiện túi thơm kiểu dáng mới lạ, một hộp nhũ bánh, hai hộp khảo tỗn ngư phiến, tế lân bạch ngư phiến cùng một hộp vài loại táo cho Dận Trinh. Hôm sau chính là tiết Đoan Ngọ. Ngày 21 tháng 6, Thánh Tổ lại thưởng hai ngự phiến, tế bạch lân ngư, tỗn ngư, tranh họa, hơn hai rương đồ vật cho Dận Trinh. 
Năm thứ 59 (1720), Cát Nhĩ Bật (噶尔弼) và Diên Tín (延信), hai thuộc tướng của Dận Trinh xuất phát từ Tây Ninh tiến đánh Lhasa trong khi ông vẫn đang ở Tây Ninh để nhận sự hỗ trợ của đồng minh là người Mông Cổ Hòa Thạc Đặc và hộ tống Đạt Lai Lạt Ma đến Lhasa. Ngày 24 tháng 9 năm 1720, quân Thanh chiếm được Lhasa, Đạt Lai Lạt Ma trở về cung điện Potala.

### Đoạt vị thất bại và cuối đời
Dận Trinh đang tiến hành chinh phạt Chuẩn Cát Nhĩ thì vào ngày 21 tháng 12 năm 1722, ông nhận được tin Khang Hi Đế băng hà và ngay lập tức được triều hồi về Bắc Kinh. Ung Chính Đế lên ngôi và Ung Chính Đế cho rằng ông có thể là mối đe dọa tiềm tàng nên đã giam lỏng ông tại nhà riêng. Sau cái chết của Ung Chính Đế vào năm 1735, ông mới được trả tự do.
Khi Ung Chính Đế lên ngôi, vì kị húy chữ "Dận" mà đã đổi tên tất cả anh em sang "Doãn", lại vì chữ "Trinh" trong tên của ông và chữ "Chân" trong tên của Ung Chính Đế là hai chữ đồng âm nên sau này tên ông được đổi thành Doãn Đề. Năm Ung Chính nguyên niên (1723), ông được phong Tuân Quận vương (恂郡王), nhưng đến năm 1724 thì bị giáng làm Bối tử rồi bị tước bỏ phong hiệu năm 1725. Năm Càn Long thứ 2 (1737), được phong Phụ quốc công rồi phục vị Bối lặc năm 1747. Năm thứ 13 (1748), ông được phục hồi tước hiệu Tuân Quận vương (恂郡王). Sau khi qua đời được truy thụy là Tuân Cần Quận vương (恂勤郡王). 

## Gia quyến
| \| \| \| \| \| \| \| \| \| \| \| \| \| \| \| \| \| \| \| \| Thanh Thái Tổ \| \| \| \| \| \| \| \| \| \| \| \| \| \| \| \| \| \| \| \| \| \| \| \| \| \| \| \| \| \| \| \| \| \| \| \| \| \| \| \| \| \| \| \| \| \| \| \| \| \| \| \| \| \| Thanh Thái Tông \| \| \| \| \| \| \| \| \| \| \| \| \| \| \| \| \| \| \| \| \| \| \| \| \| \| \| \| \| \| \| \| \| \| \| \| \| \| \| \| \| \| \| \| \| \| \| \| \| \| \| \| \| \| Hiếu Từ Cao Hoàng hậu \| \| \| \| \| \| \| \| \| \| \| \| \| \| \| \| \| \| \| \| \| \| \| \| \| \| \| \| \| \| \| \| \| \| \| \| \| \| \| \| \| \| \| \| \| \| \| \| \| \| \| \| \| \| Thanh Thế Tổ \| \| \| \| \| \| \| \| \| \| \| \| \| \| \| \| \| \| \| \| \| \| \| \| \| \| \| \| \| \| \| \| \| \| \| \| \| \| \| \| \| \| \| \| \| \| \| \| \| \| \| \| \| \| Trung Thân vương Trại Tang \| \| \| \| \| \| \| \| \| \| \| \| \| \| \| \| \| \| \| \| \| \| \| \| \| \| \| \| \| \| \| \| \| \| \| \| \| \| \| \| \| \| \| \| \| \| \| \| \| \| \| \| \| \| Hiếu Trang Văn Hoàng Hậu \| \| \| \| \| \| \| \| \| \| \| \| \| \| \| \| \| \| \| \| \| \| \| \| \| \| \| \| \| \| \| \| \| \| \| \| \| \| \| \| \| \| \| \| \| \| \| \| \| \| \| \| \| \| Trung Thân vương Hiền phi \| \| \| \| \| \| \| \| \| \| \| \| \| \| \| \| \| \| \| \| \| \| \| \| \| \| \| \| \| \| \| \| \| \| \| \| \| \| \| \| \| \| \| \| \| \| \| \| \| \| \| \| \| \| Thanh Thánh Tổ \| \| \| \| \| \| \| \| \| \| \| \| \| \| \| \| \| \| \| \| \| \| \| \| \| \| \| \| \| \| \| \| \| \| \| \| \| \| \| \| \| \| \| \| \| \| \| \| \| \| \| \| \| \| Đông Dưỡng Chân \| \| \| \| \| \| \| \| \| \| \| \| \| \| \| \| \| \| \| \| \| \| \| \| \| \| \| \| \| \| \| \| \| \| \| \| \| \| \| \| \| \| \| \| \| \| \| \| \| \| \| \| \| \| Đông Đồ Lại \| \| \| \| \| \| \| \| \| \| \| \| \| \| \| \| \| \| \| \| \| \| \| \| \| \| \| \| \| \| \| \| \| \| \| \| \| \| \| \| \| \| \| \| \| \| \| \| \| \| \| \| \| \| Hiếu Khang Chương Hoàng hậu \| \| \| \| \| \| \| \| \| \| \| \| \| \| \| \| \| \| \| \| \| \| \| \| \| \| \| \| \| \| \| \| \| \| \| \| \| \| \| \| \| \| \| \| \| \| \| \| \| \| \| \| \| \| Dận Trinh \| \| \| \| \| \| \| \| \| \| \| \| \| \| \| \| \| \| \| \| \| \| \| \| \| \| \| \| \| \| \| \| \| \| \| \| \| \| \| \| \| \| \| \| \| \| \| \| \| \| \| \| \| \| Ô Nhã Uy Vũ \| \| \| \| \| \| \| \| \| \| \| \| \| \| \| \| \| \| \| \| \| \| \| \| \| \| \| \| \| \| \| \| \| \| \| \| \| \| \| \| \| \| \| \| \| \| \| \| \| \| \| \| \| \| Hiếu Cung Nhân Hoàng hậu \| \| \| \| \| \| \| \| \| \| \| \| \| \| \| \| \| \| \| \| \| \| \| \| \| \| \| \| \| \| \| \| \| \| \| \| \| \| \| \| \| \| \| \| \| \| \| \| \| \| \| \| |                             |  |  |  |  |  |  |  |  |  |  |  |  |  |  |  |
| |                             |  |  |  |  |  |  |  |  |  |  |  |  |  |  |  |
| | Thanh Thái Tổ               |  |  |  |  |  |  |  |  |  |  |  |  |  |  |  |
| |                             |  |  |  |  |  |  |  |  |  |  |  |  |  |  |  |
| |                             |  |  |  |  |  |  |  |  |  |  |  |  |  |  |  |
| | Thanh Thái Tông             |  |  |  |  |  |  |  |  |  |  |  |  |  |  |  |
| |                             |  |  |  |  |  |  |  |  |  |  |  |  |  |  |  |
| |                             |  |  |  |  |  |  |  |  |  |  |  |  |  |  |  |
| | Hiếu Từ Cao Hoàng hậu       |  |  |  |  |  |  |  |  |  |  |  |  |  |  |  |
| |                             |  |  |  |  |  |  |  |  |  |  |  |  |  |  |  |
| |                             |  |  |  |  |  |  |  |  |  |  |  |  |  |  |  |
| | Thanh Thế Tổ                |  |  |  |  |  |  |  |  |  |  |  |  |  |  |  |
| |                             |  |  |  |  |  |  |  |  |  |  |  |  |  |  |  |
| |                             |  |  |  |  |  |  |  |  |  |  |  |  |  |  |  |
| | Trung Thân vương Trại Tang  |  |  |  |  |  |  |  |  |  |  |  |  |  |  |  |
| |                             |  |  |  |  |  |  |  |  |  |  |  |  |  |  |  |
| |                             |  |  |  |  |  |  |  |  |  |  |  |  |  |  |  |
| | Hiếu Trang Văn Hoàng Hậu    |  |  |  |  |  |  |  |  |  |  |  |  |  |  |  |
| |                             |  |  |  |  |  |  |  |  |  |  |  |  |  |  |  |
| |                             |  |  |  |  |  |  |  |  |  |  |  |  |  |  |  |
| | Trung Thân vương Hiền phi   |  |  |  |  |  |  |  |  |  |  |  |  |  |  |  |
| |                             |  |  |  |  |  |  |  |  |  |  |  |  |  |  |  |
| |                             |  |  |  |  |  |  |  |  |  |  |  |  |  |  |  |
| | Thanh Thánh Tổ              |  |  |  |  |  |  |  |  |  |  |  |  |  |  |  |
| |                             |  |  |  |  |  |  |  |  |  |  |  |  |  |  |  |
| |                             |  |  |  |  |  |  |  |  |  |  |  |  |  |  |  |
| | Đông Dưỡng Chân             |  |  |  |  |  |  |  |  |  |  |  |  |  |  |  |
| |                             |  |  |  |  |  |  |  |  |  |  |  |  |  |  |  |
| |                             |  |  |  |  |  |  |  |  |  |  |  |  |  |  |  |
| | Đông Đồ Lại                 |  |  |  |  |  |  |  |  |  |  |  |  |  |  |  |
| |                             |  |  |  |  |  |  |  |  |  |  |  |  |  |  |  |
| |                             |  |  |  |  |  |  |  |  |  |  |  |  |  |  |  |
| | Hiếu Khang Chương Hoàng hậu |  |  |  |  |  |  |  |  |  |  |  |  |  |  |  |
| |                             |  |  |  |  |  |  |  |  |  |  |  |  |  |  |  |
| |                             |  |  |  |  |  |  |  |  |  |  |  |  |  |  |  |
| | Dận Trinh                   |  |  |  |  |  |  |  |  |  |  |  |  |  |  |  |
| |                             |  |  |  |  |  |  |  |  |  |  |  |  |  |  |  |
| |                             |  |  |  |  |  |  |  |  |  |  |  |  |  |  |  |
| | Ô Nhã Uy Vũ                 |  |  |  |  |  |  |  |  |  |  |  |  |  |  |  |
| |                             |  |  |  |  |  |  |  |  |  |  |  |  |  |  |  |
| |                             |  |  |  |  |  |  |  |  |  |  |  |  |  |  |  |
| | Hiếu Cung Nhân Hoàng hậu    |  |  |  |  |  |  |  |  |  |  |  |  |  |  |  |
| |                             |  |  |  |  |  |  |  |  |  |  |  |  |  |  |  |
| |                             |  |  |  |  |  |  |  |  |  |  |  |  |  |  |  |

### Thê thiếp

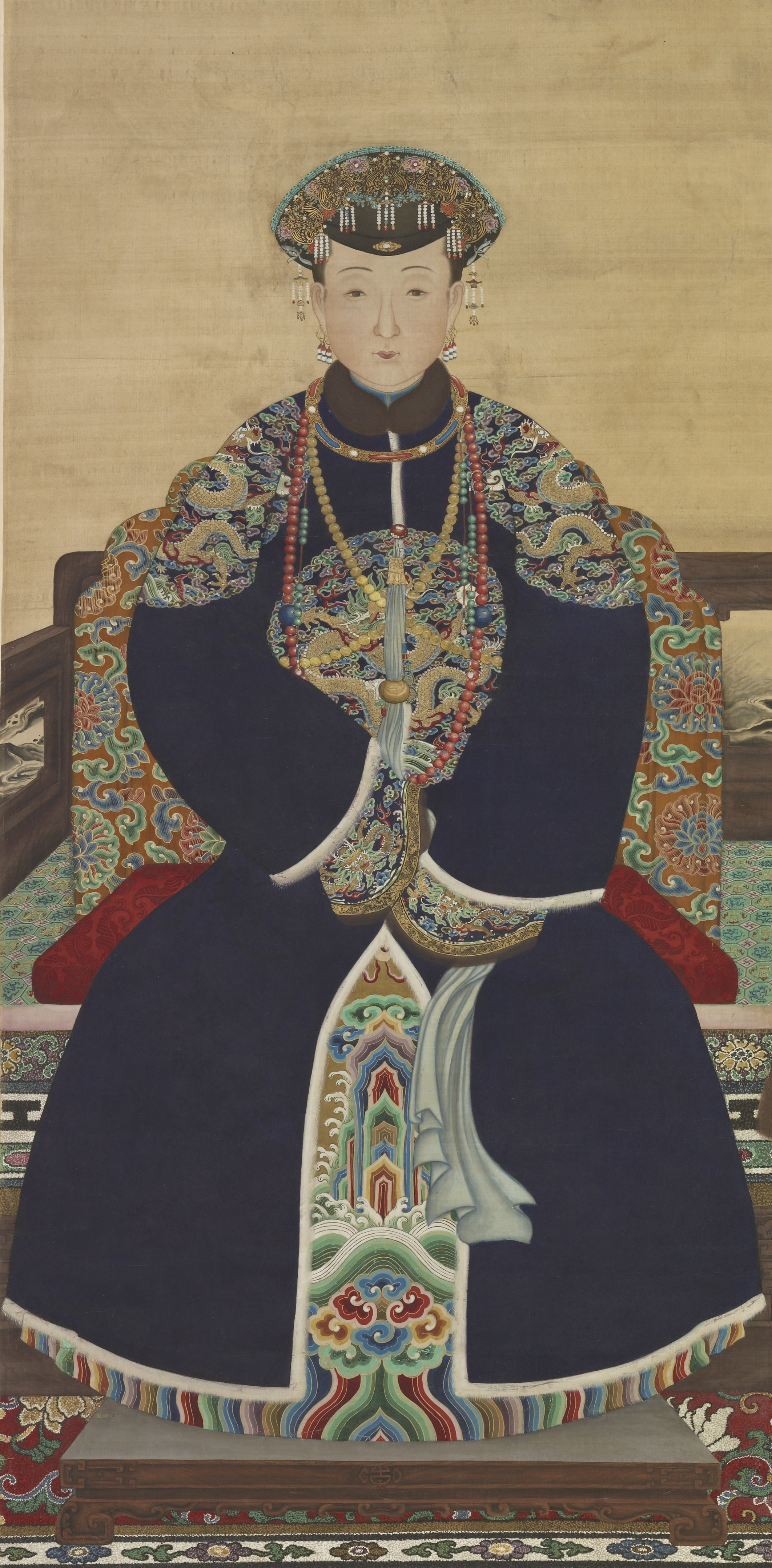
Trắc Phúc tấn Y Nhĩ Căn Giác La thị, con gái của Điển vệ Tây Thái

- Đích Phúc tấn: Hoàn Nhan thị (完颜氏), con gái của Thị lang La Sát (罗察).
- Trắc Phúc tấn: 
  - Thư Thư Giác La thị (舒舒觉罗氏), con gái của Minh Đức (明德).
  - Y Nhĩ Căn Giác La thị (伊尔根觉罗氏), con gái của Nhị đẳng Thị vệ Thạch Bảo (石保).
  - Y Nhĩ Căn Giác La thị (伊尔根觉罗氏), con gái của Điển vệ Tây Thái (西泰).
- Thứ thiếp: Ngô thị (吳氏), con gái của Thường Hữu (常有).

### Hậu duệ

#### Con trai
1. Hoằng Xuân (弘春; 1703 - 1739), mẹ là Trắc Phúc tấn Thư Thư Giác La thị. Được phong Thái Quận vương (恂郡王), sau bị đoạt tước.
2. Hoằng Minh (弘明; 1705 - 1767), mẹ là Đích Phúc tấn Hoàn Nhan thị. Được phong Cung Cần Bối lặc (恭勤贝勒), sau bị tước bỏ danh hiệu.
3. Hoằng Ánh (弘映; 1707 - 1780), mẹ là Trắc Phúc tấn Thư Thư Giác La thị, làm đến chức Tán trật đại thần.
4. Hoằng Khai (弘暟; 1710 - 1790), mẹ là Trắc Phúc tấn Thư Thư Giác La thị, làm đến Đô thống rồi Tán trật đại thần.

#### Con gái
1. Trưởng nữ (1705 - 1706), mẹ là Trắc Phúc tấn Y Nhĩ Căn Giác La thị.
2. Nhị nữ (1705 - 1729), mẹ là Trắc Phúc tấn Thư Thư Giác La thị, được phong Quận chúa. Năm Khang Hi thứ 58 (1719), hạ giá Khách Lạt Thấm Bối lặc Tăng Cổn Trát Bố (僧袞扎布). Sau khi Quận chúa qua đời, ngạch phò tái giá với con gái thứ ba của Lý Thân vương Hoằng Tích.
3. Tam nữ (1706 - 1771), mẹ là Trắc Phúc tấn Y Nhĩ Căn Giác La thị, được phong Huyện quân. Năm Ung Chính thứ 5 (1727), hạ giá Cáp Lộc (哈禄) thuộc Na Mục Đô Lỗ thị (那穆都鲁氏).
4. Tứ nữ (1706 - 1773), mẹ là Trắc Phúc tấn Y Nhĩ Căn Giác La thị, được phong Huyện chúa. Năm Ung Chính thứ 7 (1729), hạ giá Tứ đẳng Thai cát Đức Thụ (德绶) thuộc Bác Nhĩ Tế Cát Đặc thị của Ngao Hán bộ.
5. Ngũ nữ (1707 - 1776), mẹ là Trắc Phúc tấn Thư Thư Giác La thị, được phong Quận chúa. Năm Ung Chính thứ 5 (1727), hạ giá Đa La Quận vương Sắc Bặc Đằng Vượng Bố (色卜腾旺布) của Ách Lỗ Đặc.
6. Lục nữ (1737 - 1738), mẹ là Thứ thiếp Ngô thị.
7. Thất nữ (1753 - 1756), mẹ là Trắc Phúc tấn Y Nhĩ Căn Giác La thị, được phong Huyện chúa. Tuyển Ngạch Nhĩ Đăng Ngạch (额尔登额) thuộc Nữu Hỗ Lộc thị làm Ngạch phò, chưa kịp kết hôn thì Ngạch Nhĩ Đăng Ngạch qua đời, Huyện chúa thủ tiết.

## Trong văn hoá đại chúng
| Năm  | Phim               | Diễn viên    |
| ---- | ------------------ | ------------ |
| 2011 | Cung toả tâm ngọc  | Mao Tử Tuấn  |
| 2011 | Bộ bộ kinh tâm     | Lâm Canh Tân |
|      | Đơn tình luyến ái  | Trần Hạo Dân |
|      | Tân Bộ bộ kinh tâm | Đậu Kiêu     |
|      | Mộng hồi Đại Thanh | Tân Văn Lai  |